# Têche
Têche é uma comuna francesa na região administrativa de Auvérnia-Ródano-Alpes, no departamento de Isère. Estende-se por uma área de 5,03 km². Em 2010 a comuna tinha 580 habitantes (densidade: 115,3 hab./km²).